# ناهمسان‌مرغان
ناهمسان‌مرغان (نام علمی: Enantiornithes) نام یک زیررده از رده پرنده است.